# Orleans (Indiana)
Orleans – miasto w Stanach Zjednoczonych, w stanie Indiana, w hrabstwie Orange.